# Itaeté
Itaeté is een gemeente in de Braziliaanse deelstaat Bahia. De gemeente telt 14.664 inwoners (schatting 2009).